# 스톡홀름 스카브스타 공항

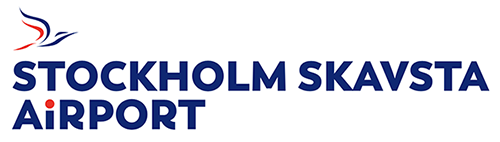

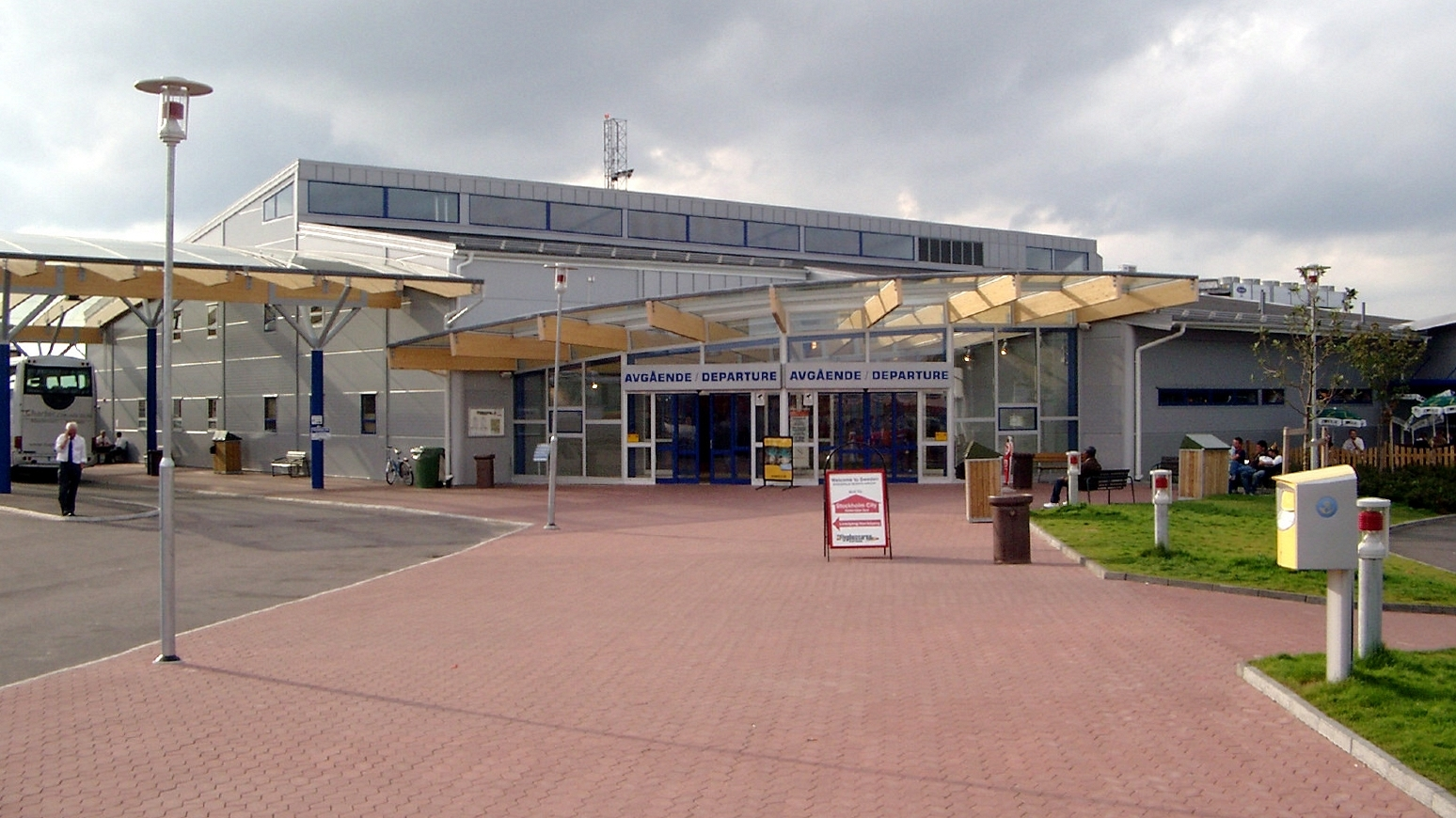

스톡홀름 스카브스타 공항(Stockholm Skavsta Airport, Stockholm Skavsta flygplats, Nyköping Airport, IATA: NYO, ICAO: ESKN)은 스웨덴 뉘셰핑 주변에 위치한 국제 공항으로, 도심지로부터 북서쪽으로 5킬롤미터 지점, 스톡홀름으로부터 남서쪽으로 약 100킬로미터 지점에 위치해 있다. 저비용 항공사와 화물 운용사가 이용하며 스웨덴에서 5번째로 큰 공항이며 연간 처리 가능 승객 수는 2,500,000명이다.

## 통계
| 연도 | 승객 수   | 변화   |
| ---- | --------- | ------ |
| 2008 | 2,479,887 | N.D.   |
| 2009 | 2,525,227 | +1.8%  |
| 2010 | 2,513,046 | -0.5%  |
| 2011 | 2,583,934 | +2.8%  |
| 2012 | 2,321,908 | -10.1% |
| 2013 | 2,169,587 | -6.6%  |
| 2014 | 1,658,238 | -23.6% |
| 2015 | 1,813,032 | +9.3%  |
| 2016 | 2,008,372 | +11.9% |
| 2017 | 2,106,773 | +4.9%  |
| 2018 | 2,199,119 | +4.4%  |
| 2019 | 2,296,815 | +4.4%  |

## 같이 보기
- 쇠데르만란드주
- 뉘셰핑시